# 为埃斯米而作——既有爱也有污秽凄苦
《为埃斯米而作——既有爱也有污秽凄苦》（英語：For Esmé—with Love and Squalor）是美国作家J.D.塞林格创作的短篇小说。小说以一名中士为主角，讲述了他在二次世界大战期间遇见一位名为“埃斯米”的女孩的故事。小说于1950年4月8日首次发表于《纽约客》杂志，而后被收录在塞林格的短篇小说集《九故事》中。
小说一经发表就受到了读者们的热烈响应。出版后仅两周，塞林格收到的读者信件“比以往发表的所有小说总共收到的信件还多”。 塞林格传记作者肯尼斯·斯拉文斯基认为该小说“被广泛认为是二次世界大战中最好的文学作品之一”。 作家保罗·亚历山大称该小说为“小杰作”。
1949年塞林格向《纽约客》投稿此作品，起初被退回，然后他精简了手稿，将这个故事缩短了6页。

## 情节
故事开始，叙述者收到一封婚礼请柬，婚礼将在英国举行，而叙述者无法参加。他不认识新郎，但认得新娘，他曾在六年前的二战欧洲战场见过她。虽然他无法参加婚礼，但仍决定为此写下一些关于这位新娘的说明札记。
札记包含两段情节。第一段情节发生在1944年英国德文郡，当时大约有六十名美军士兵在英国情报部门组织的训练班接受准备反攻的训练，叙述者就是这六十位士兵之一。那是一个下着大雨的星期天，叙述者独自散步，进入一个教堂，听儿童唱诗班排演，其中一个大约13岁的女孩引起了他的注意。而后当他离开教堂时，发现自己的情绪受到了孩子们“优美，毫不装腔作势”歌声的影响。
叙述者进一家茶室避雨，再次遇到了方才引他注意的那个女孩。女孩主动与叙述者交谈，她叫埃斯米，和她一起的是她的弟弟查尔斯和家庭女教师。埃斯米说，她注意到叙述者的孤独气息，因此上前与他交谈。她和弟弟是孤儿——母亲去世，父亲在北非为英军工作时牺牲。她戴着父亲留给她的巨大的军用手表，用作纪念。埃斯米开朗、举止得体，有着与年龄不符的成熟气质，但她也困扰于姨妈对她的评价“我姨妈说我这人非常冷”，她希望“训练让自己能有更多的同情心”。
第二段情节设定在一个军营，叙述者也发生了转变，他不再自称为“我”，而是第三人称“军士X”。二战胜利日后数周，盟军夺回了欧洲。先前，军士X因精神崩溃而不得不住院休养，此时他正出院，返回位于德国巴伐利亚的军营宿舍。X仍不时表现出精神失常的症状，他的朋友Z下士（克莱）来拜访他，但克莱对X的随意态度愈加恶化了X的情绪。克莱尔离开后，X开始阅读一封未拆封的信件。信件是一年前寄出的，来自埃斯米，叙述者先前在德文郡遇见的那个女孩。埃斯米在信件中附上了他父亲留给她的军用手表，她认为对方可将其作为一个“护身符”，并建议“战争结束之前务请留下使用”。X深受感动，他迅速从精神幻灭中醒来，他发现自己终于“有了睡意”，终于有希望重新成为一个“身心健康如初的人”。

## 分析
随着战争从记忆中缓慢退却，美国人正拥抱一种“无可置疑的爱国主义和高涨的服从性”，对战争的浪漫化逐渐取代了其毁灭性的事实。塞林格希望借这部小说为那些挣扎于战争“不光彩”一面的人发声，向遭受战争创伤的士兵致敬。  同时故事也向大众展示了许多退役士兵承受的痛苦。
塞林格本人也曾参与二战，他在欧洲前线担任情报工作，叙述者“军士X”的故事可能取材自塞林格的个人经历。此外，这个故事不仅仅只是个人经历的改编，更是一种自我疗愈的希望——塞林格也因战后创伤而不得不住院休养。 肯尼斯·斯拉文斯基指出，“我们从军士X中认出了塞林格，那些二战老兵也从这个故事中认出了自己”。

## 角色
军士X：故事的叙述者。第一部分情节中，他正将前往诺曼底，描述了与一位名为埃斯米的女孩的会面。第二部分以第三人称叙述，讲述了他在战争结束后遭受的精神创伤。
埃斯米：一位约13岁的女孩，她在军士X前往诺曼底前一天与他会面。故事第二部分，埃斯米在战时寄给军士X一封信件。故事开头，叙述者称收到一封婚礼请柬，婚礼中的新娘便是埃斯米。
查尔斯：埃斯米的弟弟，一个五岁的小男孩，在埃斯米与军士X会面那天，他也与姐姐在一起。
Z下士（克莱）：军士X在巴伐利亚军营中的室友，一个情绪化、头脑简单、粗鲁的人，被认为是故事中战后精神匮乏的象征。
洛雷塔：Z下士（克莱）的未婚妻，她在战争中寄信给克莱。
梅格利小姐：埃斯米的家庭女教师，在埃斯米与军士X会面那天，是她带着孩子们来到茶馆的。

## 出版
《为埃斯米而作——既有爱也有污秽凄苦》最初发表在《纽约客》1950年4月刊。 1953年，利特尔布朗公司出版的《九故事》收录了这部短篇。 同年，位于英国伦敦的哈米什·汉密尔顿公司出版的《为埃斯米而作——既有爱也有污秽凄苦：与其它故事》也收录了这部短篇。
1954年，BBC试图购买该短篇的广播剧改编权，但被塞林格拒绝。
1959年，伦敦 Harborough 公司出版的平装版《为埃斯米而作》用一位金发女孩肖像作为封面。 塞林格对此版本感到不满，并因此再也没有与他的英国出版商合作。
自首次发表以来，该小说已被译为多种语言，包括德语、瑞典语、日语、西班牙语、波兰语和中文版本。

## 电影
1963年，导演彼得·图克斯伯里联系塞林格，希望或者这部短篇的电影改编许可。塞林格同意了，但要求由自己选择埃斯米的演员人选，他选择作家朋友彼得·德弗里斯的女儿扬·德弗里斯扮演埃斯米。然而，当塞林格与图克斯伯里合作完成电影剧本时，扬·德弗里斯已经18岁了，塞林格认为她年纪太大，已不适合扮演埃斯米。因此该电影未能有机会拍摄。